# Hickson 44
Hickson 44 (HCG 44) és un grup de galàxies a la constel·lació del Lleó.
Com Arp 316, una part d'aquest grup també es designa com a grup de galàxies a l'Atlas of Peculiar Galaxies.